# Blue Lips
Blue Lips è il terzo album in studio della cantante svedese Tove Lo, pubblicato il 17 novembre 2017 dalla Island Records.
L'album è costituito da due capitoli, Light Beams e Pitch Black, che descrivono collettivamente «gli alti, i bassi e la perdita definitiva di una relazione.» La cantante considera questo album come la seconda metà di un doppio album a due pezzi, preceduto dai capitoli Fairy Dust e Fire Fade dal suo secondo album in studio Lady Wood.

## Antefatti
Nelle interviste concesse per la stampa a supporto della pubblicazione del precedente album Lady Wood, Tove Lo ha fatto allusione ad un nuovo album con tematiche simili a Lady Wood previsto per l'uscita l'anno seguente, intitolato provvisoriamente Lady Wood: Phase II. All'inizio del 2017, la cantante ha intrapreso il Lady Wood Tour per la promozione dell'album e durante le interviste alla stampa ha detto che stava lavorando su nuovo materiale da includere nella porzione che era già stata registrata durante le sessioni di Lady Wood.
La traccia Bitches, all'epoca intitolato What I Want for the Night (Bitches), è stato anticipato nel cortometraggio intitolato Fairy Dust il 31 ottobre 2016 e una versione live è stata pubblicata sulla piattaforma Spotify nel novembre 2016. Un'altra traccia intitolata Struggle, all'epoca intitolata The Struggle è stata rivelata durante una esibizione alla Coachella Valley Music and Arts Festival nell'aprile 2017.

## Promozione
Durante i mesi precedenti dell'album, Tove Lo ha detto che tematicamente Blue Lips sarà una continuazione più «drammatica» e «altamente emotiva» di Lady Wood e che avrà due capitoli, Light Beams e Pitch Black. Il titolo ufficiale dell'album è stato annunciato insieme al primo singolo estratto Disco Tits il 7 settembre 2017. La copertina ufficiale dell'album è stata rivelata tramite i social network della cantante.
La cantante ha iniziato a suggerire l'uscita del suo terzo album in studio dall'inizio dell'uscita dell'album Lady Wood nel 2016. Nel gennaio 2017 ha suggerito che l'album sarebbe stato pubblicato nella primavera di quell'anno, ma il 31 ottobre ha annunciato che l'album verrà pubblicato ufficialmente il 17 novembre 2017. La notte dell'uscita dell'album, la cantante ha organizzato un concerto per la pubblicazione dell'album nel Brooklyn, New York.

## Tracce
1. Light Beams – 1:07 (Tove Nilsson, Ludvig Söderberg, Jakob Jerlström)
2. Disco Tits – 3:43 (Tove Nilsson, Ludvig Söderberg, Jakob Jerlström)
3. Shedontknowbutsheknows – 3:17 (Tove Nilsson, Ludvig Söderberg, Jakob Jerlström)
4. Shivering Gold – 3:36 (Tove Nilsson, Ludvig Söderberg)
5. Don't Ask Don't Tell – 3:46 (Tove Nilsson, Ali Payami)
6. Stranger – 3:54 (Tove Nilsson, Niklas Ljungfelt, Ali Payami)
7. Bitches – 2:16 (Tove Nilsson, Ali Payami)
8. Pitch Black – 0:54 (Lukas Loules, Choukri Gustmann)
9. Romantics (feat. Daye Jack) – 3:32 (Tove Nilsson, Daye Jack, Ludvig Söderberg, Jakob Jerlström, Lukas Loules, Choukri Gustmann)
10. Cycles – 3:28 (Tove Nilsson, Joe Janiak, Ludvig Söderberg, Jakob Jerlström)
11. Struggle – 3:46 (Tove Nilsson, Ludvig Söderberg, Jakob Jerlström)
12. 9th of October – 3:25 (Tove Nilsson, Ludvig Söderberg, Jakob Jerlström)
13. Bad Days – 3:26 (Tove Nilsson, Gustav Weber Vernet)
14. Hey You Got Drugs? – 4:18 (Tove Nilsson, Alex Hope)